# Suihe
L'ère Suihe, ou Souei-ho (8 av. J.-C. - 7 av. J.-C.) (chinois traditionnel : 綏和 ; chinois simplifié : 绥和 ; pinyin : Suíhé ; litt. « paix et harmonie ») est la septième et dernière ère chinoise de l'empereur Chengdi de la dynastie Han.